# Стражински, Джозеф Майкл
Джозеф Майкл Стрази́нски (англ. Joseph Michael Straczynski, род. 17 июля 1954, Патерсон, США) — американский автор-сценарист, писатель, создатель множества научно-фантастических и фантастических телевизионных сериалов, в том числе известной космической оперы «Вавилон-5». Лауреат множества премий в области фантастики и научной фантастики.

## Биография
Джозеф происходит из рода, корни которого уходят в католическую восточную Европу. Он относит свои корни к белорусским и польским прародителям, но, возможно, он происходит из рода, принадлежащего к Речи Посполитой. Его дед и бабка бежали в США от революции 1917 года, его отец родился в США, но жил в Германии, Польше и России. Возможно, истинное написание его фамилии — Strączyński (прим. произн. «Стрончыньски») — с польскими диакритиками, так как это известная и часто встречающаяся польская фамилия.

## Работы на телевидении и радио

### «Вавилон-5»
Начав работать на телевидении в 1983 году, Стражински принял участие в работе над множеством анимационных сериалов, а затем и в художественных сериалах, быстро продвинувшись по карьерной лестнице от автора сценариев до исполнительного продюсера. Кульминацией роста Джозефа стал сериал «Вавилон-5», завоевавший десятки призов и наград, в том числе две «Эмми» и «Хьюго».
Стражински является автором 92 из 110 серий «Вавилона-5», а также пилотного фильма к сериалу и пяти полнометражных фильмов — спин-оффов. Сериал отличается от других «космических опер» распределением сюжета на протяжении пяти лет, сложностью характеров каждого персонажа, высоким уровнем реализма персонажей, их поступков и окружающей их вселенной. Впервые в сериале были применены компьютерные спецэффекты такого уровня внедрения и качества. Стражински также является создателем и исполнительным продюсером 13-серийного сиквела/спин-оффа «Вавилона-5» — «Крестового похода», для которого он написал 10 из 13 серий.

### Хронология работ Стражински
Хронологически работу Стражински можно представить в таком списке.
- «The Amazing Spider-Man» — писатель-сценарист
- «He-Man and the Masters of the Universe» — писатель-сценарист; единоличный автор 8 серий.
- «She-Ra: Princess of Power» — писатель-сценарист.
- «Jayce and the Wheeled Warriors» — писатель-сценарист, единоличный автор 11-14 серий.
- «Настоящие охотники за привидениями» (англ. «The Real Ghostbusters») — автор сценария; соавтор 21 серии, единоличный автор 1 серии.
- «Капитан Пауэр и солдаты будущего» (англ. «Captain Power and the Soldiers of the Future») — исполнительный автор сценария; писатель-сценарист 13 серий.
- «Новая сумеречная зона» (англ. «The New Twilight Zone») — автор сценария; писатель-сценарист 11 серий.
- «Jake and the Fatman» — Исполнительный автор сценария; писатель-сценарист 5 серий.
- «Она написала убийство» (англ. «Murder, She Wrote») — Сопродюсер; писатель-сценарист 7 серий.
- «Крутой Уокер: Правосудие по-техасски» (англ. «Walker Texas Ranger») — Главный продюсер; сценарист одной серии (покинул творческую бригаду сериала для создания «Вавилона-5»).
- 2008 «Подмена» англ. «The Changeling» — автор сценария.
- 2015 «Восьмое чувство» (англ. Sense8) — сценарист, продюсер.

Также Стражински был вовлечен к созданию «Spiral Zone», однако в титрах невозможно увидеть его имя, так как он заменил их на псевдоним Fettes Grey. Перу Стражински принадлежит одна серия «CBS Story Break».
В 2005 году Стражински начал публикации своих сценариев к сериалу «Вавилон-5»

## Фильмография

### Продюсер
- Крестовый поход: Тропа скорби. Правила игры (1998) (англ. Crusade: The Path of Sorrows. The Rules of the Game)

### Режиссёр
- Крестовый Поход: Колодезь вечности. Властвовать после смерти (1998) (англ. Crusade: The Well of Forever. Ruling from the Tomb)

### Сценарист
- Война миров Z (2013) / World War Z/
- Другой мир: Пробуждение (2012) / Underworld: Awakening/
- Тор (2011) / Thor/
- Ниндзя-убийца (2009) /Ninja Assassin/
- Подмена (2008) / Changeling/
- Вавилон-5: Река душ (1998) /Babylon 5: The river of souls/
- Крестовый поход: Тропа скорби. Правила игры (1998) /Crusade: The path of sorrows. The rules of the game/
- Вавилон-5: В начале (1997) /Babylon 5: In the beginning/
- Вавилон-5: Третье пространство (1997) /Babylon 5: Thirdspace/
- Вавилон-5: Голос в пустыне (1994) /Babylon 5: A voice in the wilderness/

### Автор идеи
- Иеремия /Jeremiah

## Заметки
1. ↑  Более известен как Дж. Майкл Стрази́нски (англ. J. Michael Straczynski)